# Nagysármás

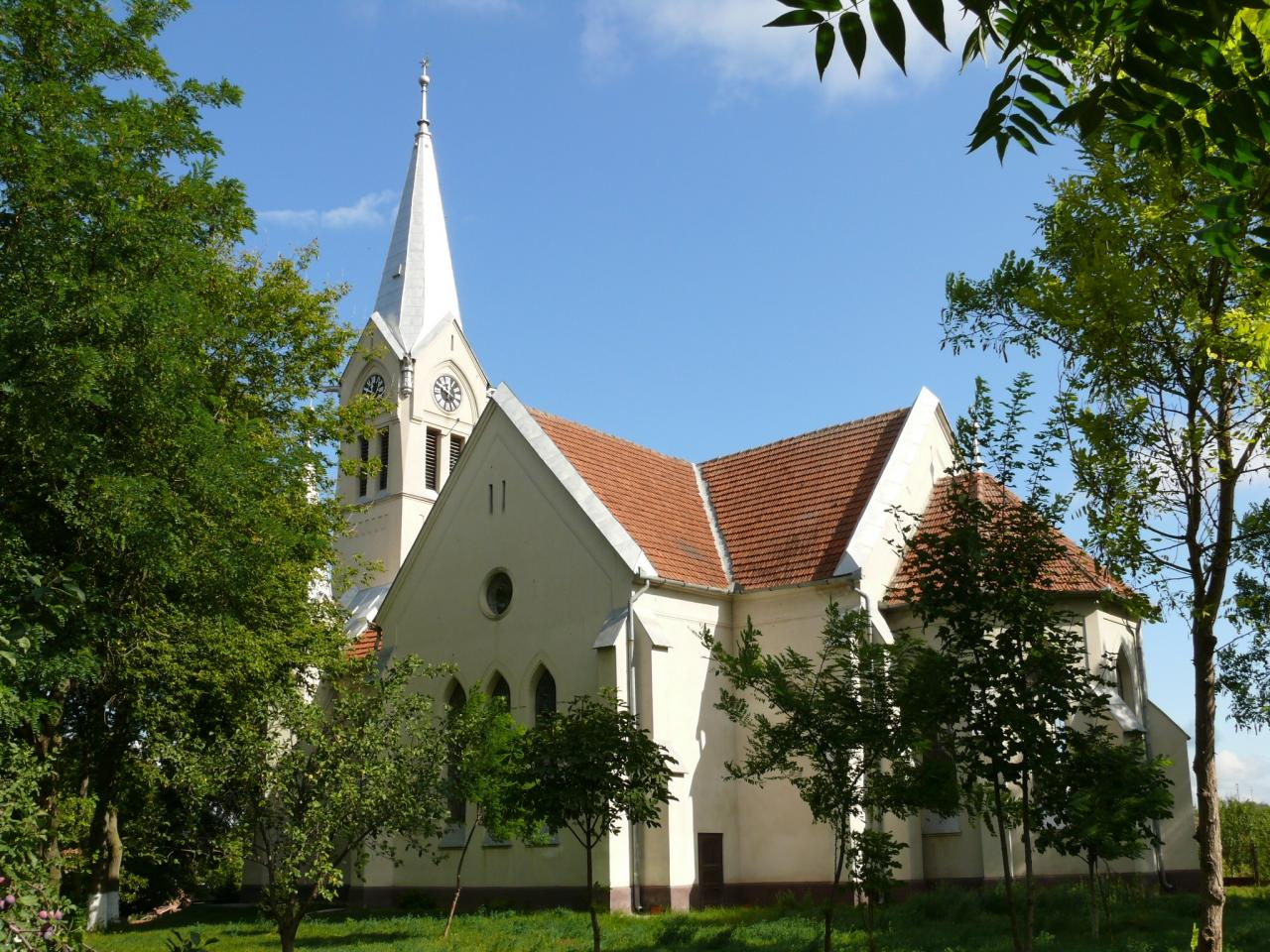
Református templom

Nagysármás (románul Sărmașu, németül Sarmen) város Romániában, Erdélyben, Maros megyében, a Mezőségen.

## Fekvése
Marosvásárhelytől 47 km-re Észak-Nyugatra, Kolozsvártól 59 km-re Keletre, a Mezőségi-patak bal partján fekszik.

## Nevének eredete
A sárma 'kígyóvirág' (más neveken zöldcsík vagy vigaszvirág) szó képzős alakja. Első említése 1311-ből való (Sarmas). Később Saramas (1329), Osarmas (1402), Sarmas hungaricalis (1438), Magyar Sarmas (1467).

## Története
1703-ban éves vásár tartására nyert szabadalmat. A helyi románság körében 1798-ban hajtották végre a vallási uniót. 1839-ben román lakosságú falu volt a Teleki család birtokában.
1849 tavaszán a helyi Vasile Obreját és Ioan Călățelt lázítás és gyilkosság vádjával Kolozsvárt halálra ítélték.
1894–1895-ben a magyar kormány a Teleki családtól megvásárolt, 3910 holdas birtokra 127 református magyar telepes családot költöztetett Veszprém vármegyéből, főként Adásztevelről, Balatonkeneséről, Rédéről, Nyárádról, Adorjánházáról, Tapolcafőről, Tótvázsonyból, Nagypiritről, Nemesvámosról és Kupról. Mivel közülük sokan otthagyták a telkeiket és visszaköltöztek falujukba, később engedélyezték, hogy az üres telepesföldeket a környező megyékből érkező magyarok foglalják el. 1910-re a telepes családoknak már csak 36%-a volt dunántúli származású, a többség az erdélyi megyékből, főként a mezőségi Marosszék falvaiból érkezett.
1901-ben Kolozs vármegye egyik járásának a székhelyévé nevezték ki. 1904-ben gyógyszertár nyílt benne.
Környékét nevezték a „Göring-hasnak”, amelyet az 1940-es második bécsi döntésnél döntőbíráskodó náci Németország a fontos kissármási földgázlelőhely miatt hagyott Románia birtokában. Miután a betörő magyar hadsereg 1944. szeptember 5-én ideiglenesen elfoglalta a települést és a magyar tábori csendőrség összegyűjtötte Nagy- és Kissármás 126 zsidó lakosát, szeptember 16. éjjelén, a magyar honvédség Pusztakamarás határában legyilkolta őket. A cselekedetükre felsőbb utasítás nem volt, a helyi magyarokkal együtt az üresen maradt zsidó házakat kifosztották.
1952 és 1960 között rajonközpont volt. 1999-ben Ilie Bucur ortodox lelkész, egyben a Nagy-Románia Párt helyi elnöke engedély nélkül itt állította föl Ion Antonescu eredetileg Marosvásárhelyre szánt mellszobrát. Amikor 2002-ben, Eckstein-Kovács Péter interpellációja nyomán elrendelték a szobor eltávolítását, a pópa a műemléki védelem alatt álló ortodox fatemplom tornácára helyezte át azt. A szobrot még ugyanazon év során ellopták.
2003-ban városi rangot kapott.

## Lakossága
1850-ben 745 főből 645 volt román, 59 cigány és 39 magyar nemzetiségű; 704 görögkatolikus, 35 római katolikus és 6 református vallású.

1910-ben 2101 lakosából 1326 volt magyar és 762 román anyanyelvű; 1147 református, 765 görögkatolikus, 115 római katolikus, 51 zsidó és 18 evangélikus vallású.

2002-ben 3877 lakosából 1988 volt román, 1539 magyar és 343 cigány nemzetiségű; 2175 ortodox, 1159 református, 403 adventista, 64 görögkatolikus és 27 római katolikus vallású.
2011-ben 3546 lakosából 1764 volt román, 1285 magyar és 383 cigány anyanyelvű. A beosztott falvakkal a teljes népesség 6942 fő.

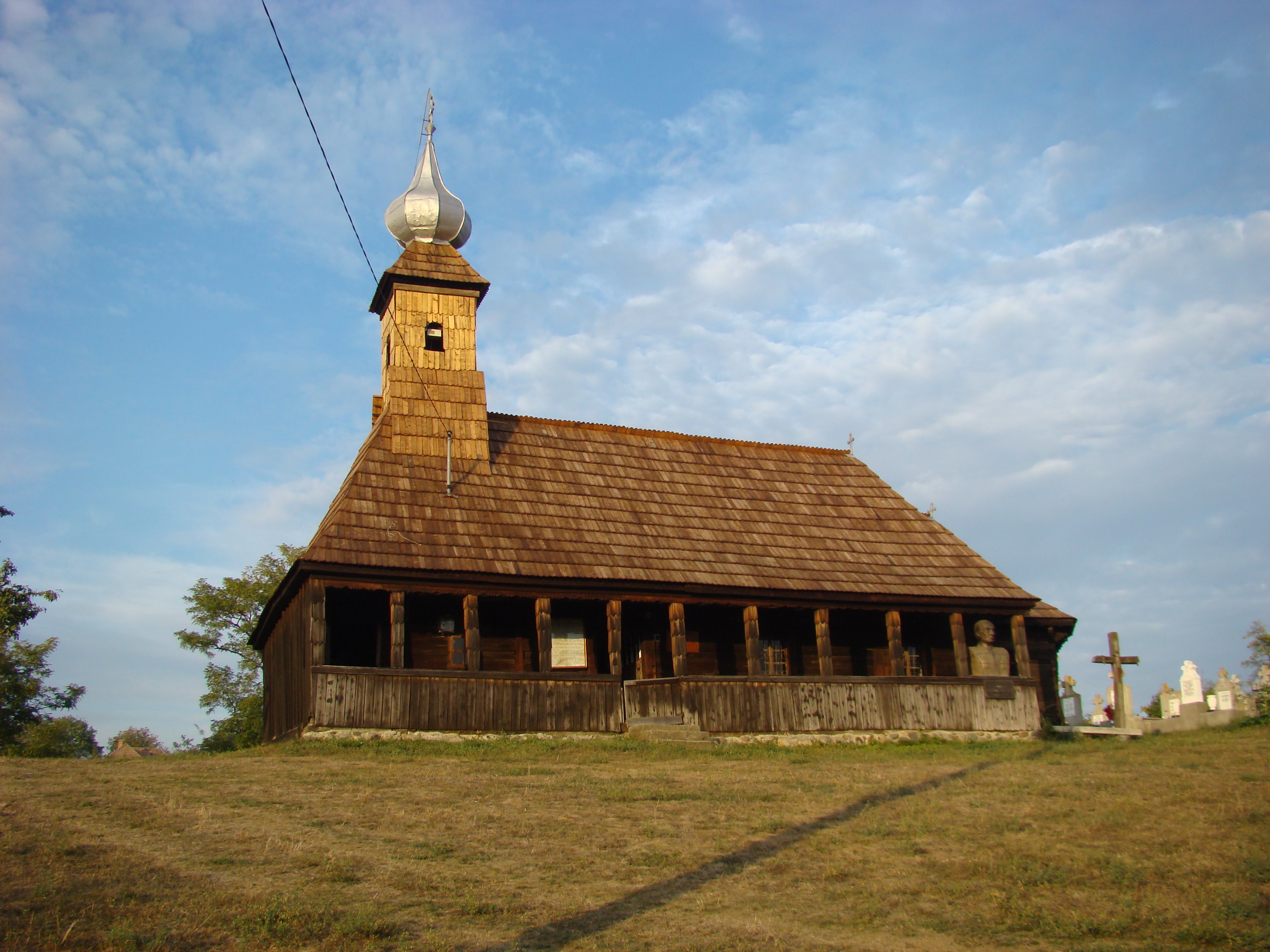
Az ortodox fatemplom

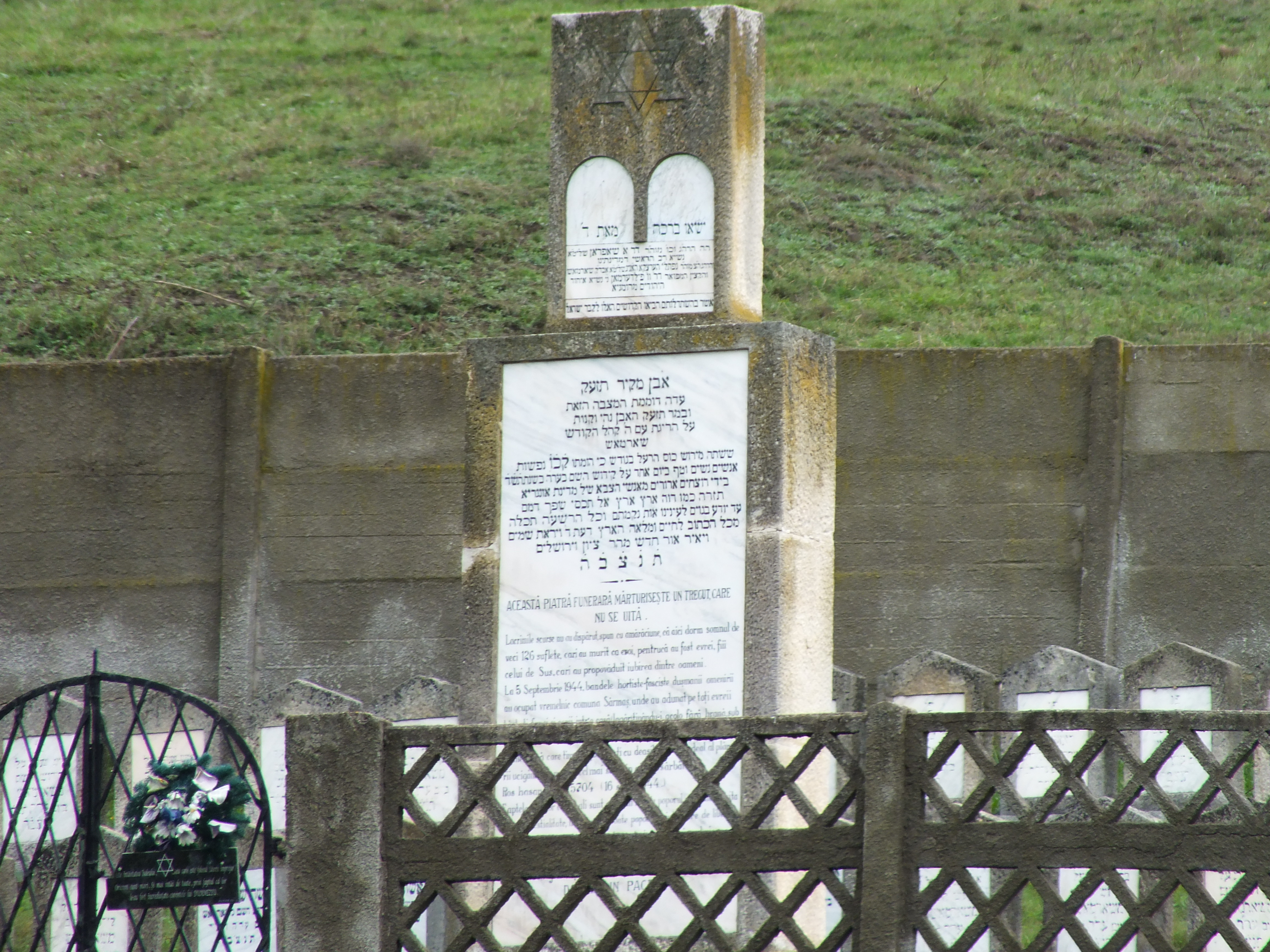
A legyilkolt nagysármási zsidók emlékműve

## Látnivalók
- Az ortodox fatemplom a 19. században épült.
- A református templom neogótikus stílusú, 1901–1902-ben épült, Czigler Győző terve alapján.

## Híres emberek
- Teleki Sándor (1821–1892) a koltói birtokos, Petőfi barátja, Sármáson töltötte gyerekkorának nyarait. Édesapjának, Teleki Jánosnak, itt Erdély-szerte híres mintagazdasága volt.
- Itt született 1901-ben Liviu Rusu esztéta, pszichológus, kutató és irodalomkritikus, aki Kolozsváron halt meg 1985-ben.
- Itt született 1904-ben Csőgör Lajos magyar fogorvos, a Magyar Népi Szövetség egyik vezetője, a Bolyai Tudományegyetem rektora, orvosi író és közíró, aki 2003-ban halt meg Budapesten.
- Itt élt és szolgált Hermán János református lelkész, „a Mezőség apostola”.
- Itt született 1930-ban Szűcs Olga erdélyi magyar újságíró, szerkesztő, fordító.
- Itt született 1947-ben Ion Mircea költő és író, a kolozsvári Babeş-Bolyai Tudományegyetemen 1968-ban alakult „Echinox” egyetemi kulturális folyóirat egyik alapító tagja.
- Itt született 1951-ben Simon Sándor  Festő, grafikus. Marosvásárhelyen és Bukarestben dolgozott, több romániai magyar újság közölte képeit. 1982-től Párizsban él. A 80-es években voltak egyéni (Erdély, Párizs, Brüsszel) és csoportos (Szentendre, Párizs, New York) tárlatai, de a 90-es évek eleje óta nem állít ki.[forrás?]

## Gazdasága
Földgázkitermelés, bútorgyártás, téglagyártás.